# Лемно (деревня)
Лемно — опустевшая деревня в Селижаровском муниципальном округе Тверской области.

## География
Находится в западной части Тверской области на расстоянии приблизительно 22 км на запад по прямой от административного центра округа поселка Селижарово на западном берегу озера Лемно.

## История
Деревня была отмечена еще на карте Менде (состояние местности на 1848 год). В 1859 году здесь (деревня Осташковского уезда Тверской губернии) было учтено 6 дворов, в 1941 — 19. До 2017 года входила в Шуваевского сельского поселения, с 2017 по 2020 год в составе Селищенского сельского поселения Селижаровского района до их упразднения.

## Население
Численность населения: 38 человек (1859 год), 1 (русские 100 %) 2002 году, 0 в 2010.